# Hendrina
Hendrina este un oraș din Africa de Sud.